# Synagoga w Bierutowie
Synagoga w Bierutowie – synagoga znajdująca się w Bierutowie, przy ulicy 1 Maja 9. Użytkowana jest jako sala gimnastyczna Zespołu Szkół Ponadpodstawowych w Bierutowie.
Synagoga została zbudowana w 1809 roku, na miejscu starszej synagogi. Została przebudowana pod koniec XIX wieku. W listopadzie 1938 roku synagoga została podpalona oraz zdewastowana przez nazistów. 
Jest to budynek murowany z czerwonej cegły, nieotynkowany z zachowanymi kolorystycznymi podkreśleniami elementów dekoracyjnych. Jednopiętrowy budynek synagogi wzniesiono na planie prostokąta. Historyzująca fasada synagogi jest trójczłonowa, z niższymi członami bocznymi. Na ścianach wewnętrznych i zewnętrznych zachowały się pozostałości inskrypcji w języku hebrajskim.